# Nicolaus Corylander
Nicolaus Petri Corylander, född 25 februari 1675 i Sankt Johannes församling, Östergötlands län, död 29 november 1736 i Styrstads församling, Östergötlands län, var en svensk präst.

## Biografi
Nicolaus Corylander föddes 1675 i Sankt Johannes församling och döptes 7 april samma år. Han var son till kyrkoherden i Tingstads församling. Corylander studerade i Norrköping och Linköping. Han blev 13 oktober 1693 student vid Uppsala universitet och 1703 kollega vid Norrköpings trivialskola. Corylander prästvigdes 9 juni 1706 och blev 1709 kyrkoherde i Styrstads församling. År 1735 blev han kontraktsprost i Norrköpings kontrakt. Corylander avled 1736 i Styrstads församling och begravdes 18 januari 1737 av biskopen Andreas Olavi Rhyzelius med likpredikan av Henric Jacob Sivers. Hans stoft ligger inmurad i en grav på Styrestads kyrkogård. Ett epitafium över Corylander hänger i kyrkan.
Corylander var preses vid prästmötet 1735 och var ledamot av prästeståndet vid Riksdagen 1734.

### Familj
Corylander gifte sig 1706 med Christina Rehn (1689–1760). Hon var dotter till sämskmakaren Johan Rehn och Maria Ericsdotter i Norrköping. De fick tillsammans barnen kyrkoherden Johan Corylander i Jämshögs församling, Christina Corylander (1709–1763) som var gift med faktor Adam Reinhold Broocman i Norrköping och tobaksfabrikören Robert Steuchman i Norrköping, Maria Corylander som var gift med kyrkoherden C. Birgersson i Ringarums församling, Petrus Corylander (1713–174), Nicolaus Corylander (1716–1716), Carl Corylander (född 1719) och Laurentius Corylander (född 1724).